# Enicospilus simillimus
Enicospilus simillimus là một loài tò vò trong họ Ichneumonidae.